# Rossana Ombres
Rossana Ombres (Torino, 1931 – Livorno, 2 agosto 2009) è stata una poetessa, scrittrice e giornalista italiana.

## Biografia
Nata a Torino nel 1931, visse la sua infanzia a Casale Monferrato, luogo originario dei genitori e prediletto anche nella sua poesia. Si laureò a Torino, ma nell'età adulta visse a lungo a Roma, per poi morire a causa di un arresto cardiaco il 2 agosto 2009 all'età di 78 anni, a Livorno, città di un suo bisnonno.
Fu anche giornalista e critico letterario de "La Stampa". Forte fu sempre in lei l'amore delle origini, per cui era orgogliosa anche delle ascendenze calabresi ed ebraiche.
Si distinse per la visione realistica, l'impegno sperimentale e la grande attenzione verso il mondo femminile. È tradotta in molte lingue. Ha conseguito alcuni premi letterari: il Premio Viareggio 1974 di Poesia, il Premio Sila 1971, il Premio Selezione Campiello 1980 e il Premio Grinzane Cavour 1994.

## Opere

### Poesia
- Orizzonte anche tu, Firenze, Vallecchi, 1956.
- Le ciminiere di Casale, Torino, Feltrinelli, 1962.
- L'ipotesi di Agar, Torino, Einaudi, 1968 [1965].
- Bestiario d'amore, Milano, Rizzoli, 1974.
- Orfeo che amò Orfeo, poema drammatico, 1975.

### Romanzi
- Principessa Giacinta, Milano, Rizzoli, 1970.
- Le belle statuine, Torino, Einaudi, 1975.
- Memorie di una dilettante, Rizzoli, 1977.
- Gaudenzio e la cosamau, illustrazioni di Tiziana Saputi, Teramo, Lisciani & Zampetti, 1978
- Serenata, Milano, Mondadori, 1980 (ora Fernandel, a cura di Jessy Simonini, 2024 - ISBN 9788832207699).
- Un dio coperto di rose, Mondadori, 1993.
- Baiadera, Mondadori, 1997.